# Dendrobium convolutum
Dendrobium convolutum är en orkidéart som beskrevs av Robert Allen Rolfe. Dendrobium convolutum ingår i släktet Dendrobium, och familjen orkidéer.
Artens utbredningsområde är Papua Nya Guinea. Inga underarter finns listade i Catalogue of Life.